# Last Man in Aleppo
Last Men in Aleppo (in arabo: آخر الرجال في حلب) è un documentario danese-siriano del 2017 diretto da Feras Fayyad.
Nell'ambito dei Premi Oscar 2018 ha ricevuto la candidatura nella categoria "miglior documentario".